# Кладбище собак
Кладбище собак (фр. Le Cimetière des Chiens, Симетьер де Шьен) — первое во Франции кладбище для животных. Расположено на северо-западе от Парижа, на левом берегу Сены, между пригородами Клиши-ла-Гаренн и Аньер-сюр-Сен. «Кладбище собак» открыто в 1899 году, считается вторым в мире официальным кладбище для домашних животных после открытого в 1896 году кладбища в США в г. Хартсдейл штата Нью-Йорк. При этом в России в Царском Селе есть кладбище для лошадей, которое появилось задолго до парижского.

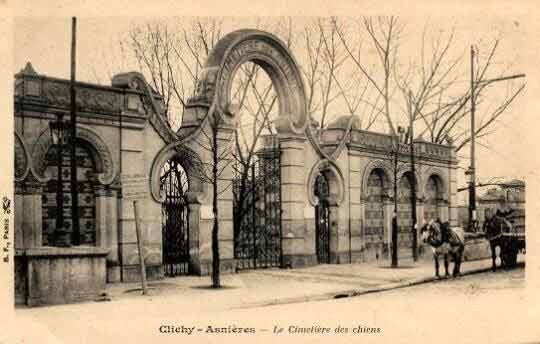
Вход на кладбище собак

## История
В 1845 году доктором Этьеном Паризе (Étienne Pariset) было организовано Общество защиты животных (S.P.A., La Société protectrice des animaux); часто ошибочно называют основателем Общества графа Жака де Граммона (Jacques de Grammont). S.P.A. было издано предписание, согласно которому в Париже трупы умерших животных должны были доставляться на обработку изготовителям чучел в течение 48 часов. На практике же трупы животных выбрасывались на мусорные свалки и в Сену. 21 июня 1898 года был принят закон, который стремится обеспечить решение этой проблемы: он запрещает просто выбрасывать тела мёртвых животных и предусматривает, что животные могут быть захоронены в могильных ямах, расположенных на расстоянии не ближе 100 метров от ближайшего жилья, под слоем земли не менее одного метра.
Преследуя интересы животных, парижский адвокат Жорж Армуа (фр. Georges Harmois) и актриса, журналист и впоследствии сенатор Маргерит Дюран 2 мая 1899 года создали Французское акционерное общество «Кладбище для собак» (фр. Société Française Anonyme du Cimetière pour chiens), которое 15 июня 1899 года приобрело у барона Босмоле (фр. baron de Bosmolet) половину принадлежащего ему пустующего Разбойничьего Острова (остров Раважёр фр. Ravageurs) — а именно часть острова за мостом Клиши (фр. Сlichy), который соединяет пригороды Клиши-ла-Гаренн и Аньер-сюр-Сен. Согласно легенде, этот остров, расположенный на берегах Сены, в XIX веке был пристанищем для разбойников. По сути, это была большая свалка различных отходов, тряпья, металла и другого мусора. Получив заверения в том, что «Закон от 21 июня 1898 года о захоронении животных» будет соблюдаться, префект города Парижа не возражал против создания на острове кладбища.
Проектирование и строительство было поручено известному в то время парижскому архитектору Эжену Пети (Eugène Petit). Кладбище было разделено на четыре части, первая из которых отведена для захоронения собак, вторая — кошек, третья — птиц, четвёртая — остальных животных. В июне 1899 года появилось первое захоронение недалеко от Аньер-сюр-Сен. Впоследствии на новом кладбище было захоронено более 40 тысяч животных: собаки, кошки, лошади, львы, обезьяны, кролики, хомяки, мыши, птицы и рыбы.
В 1986 году члены муниципального совета Парижа приняли решение о прекращении деятельности и закрытии кладбища в течение сентября 1987 года. В ответ защитники старого кладбища во главе с мэром города Аньер, на территории которого находится «Кладбище собак», потребовали признать кладбище памятником архитектуры и внести его в перечень музейных объектов, и в мае 1989 года территория «Кладбища собак» от Французского акционерного общества «Кладбище для собак» фр. Société Française Anonyme du Cimetière pour chiens перешла в собственность мэрии города и управление независимой компании. Последние (на 2009 год) реставрационные работы на «Кладбище собак» проходили в 2001 году.

## Захоронения на «Кладбище собак»

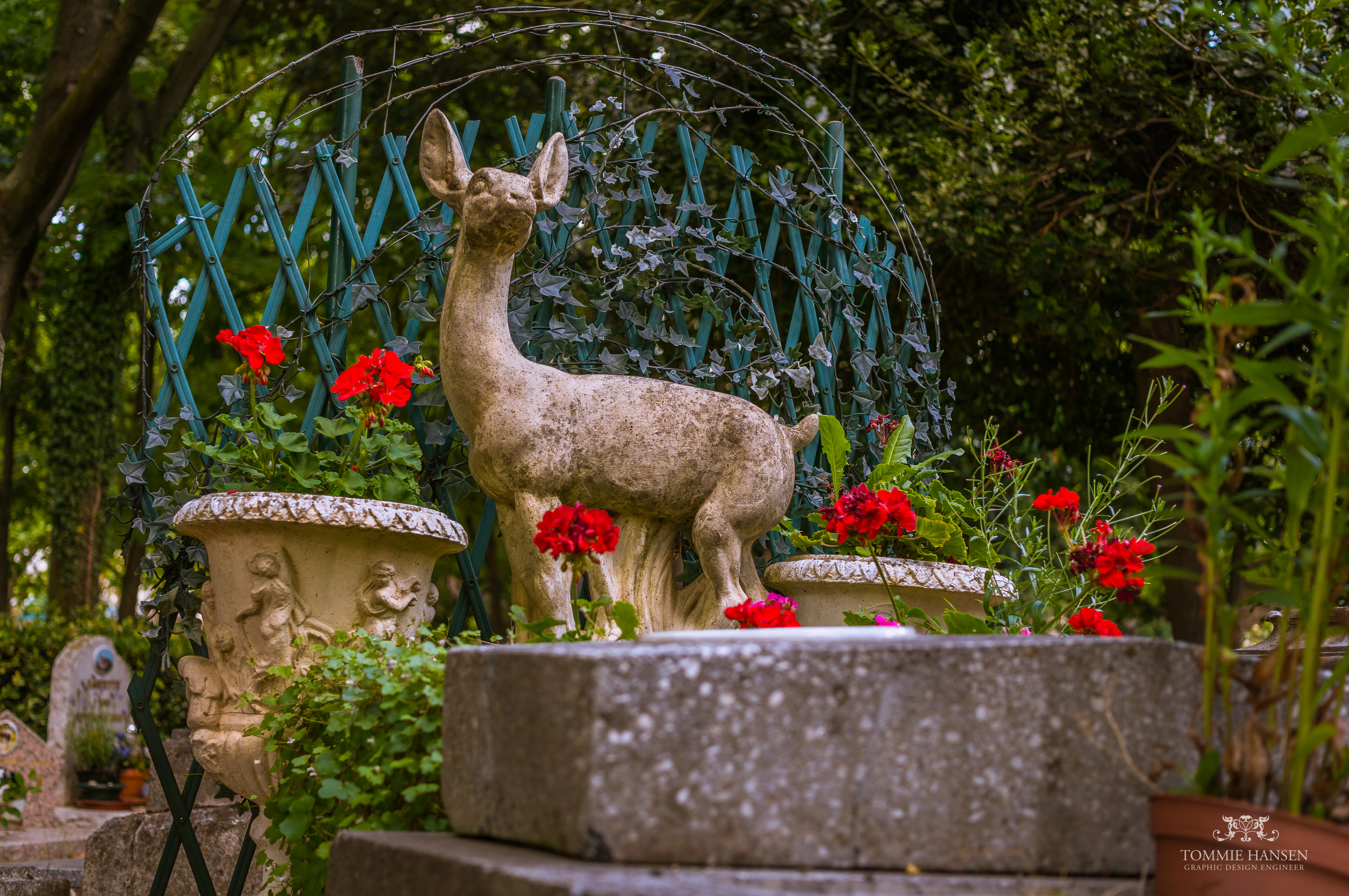
Памятник на могилe газели

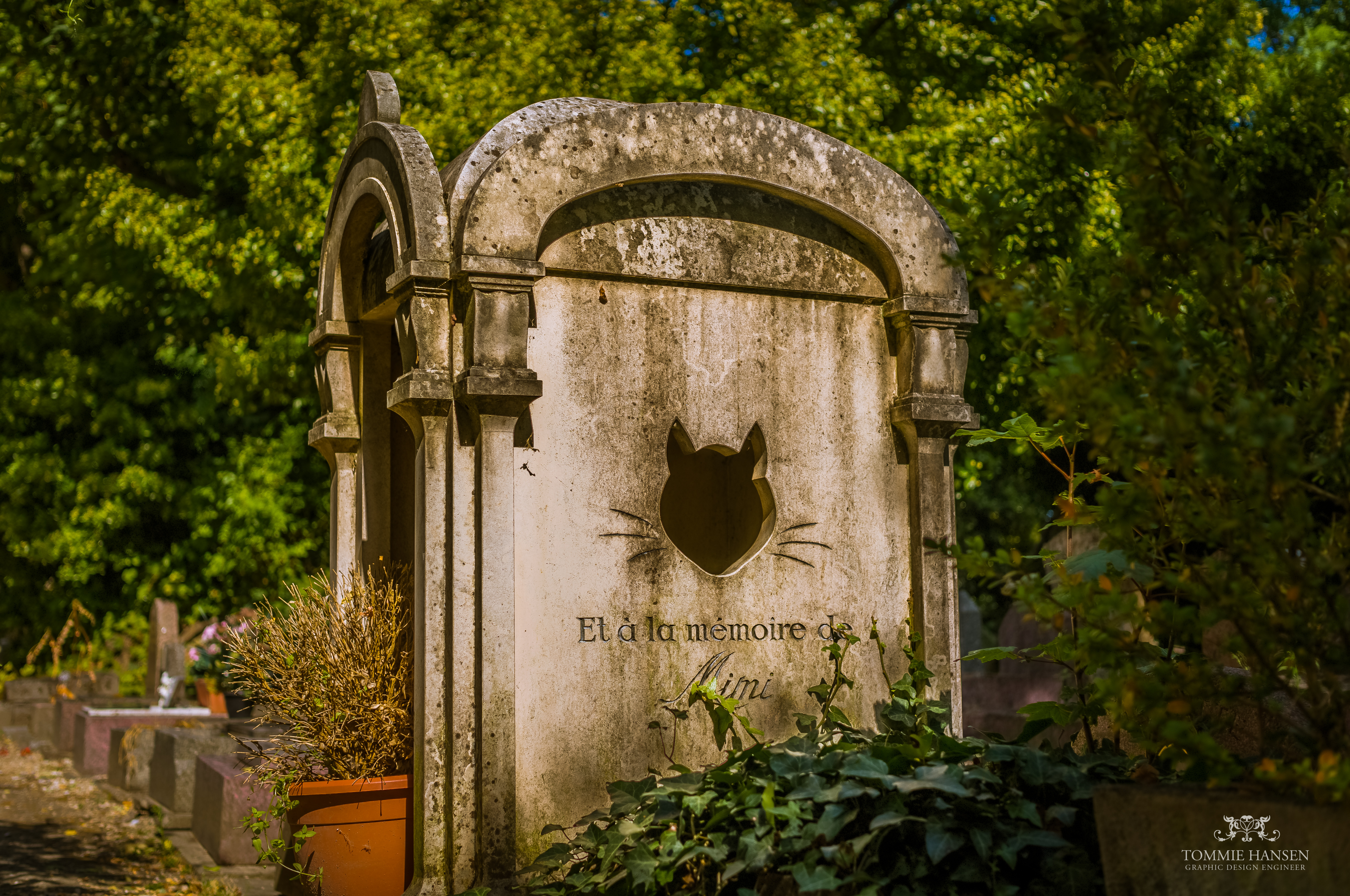
Памятник любимой кошке Мими

«Кладбище собак» представляет собой вытянутую в длину территорию, которая выходит на Сену. Здесь захоронены многие животные, прославившиеся сами или принадлежавшие известным людям, например такие, как Драк — собака королевы Греции Елизаветы Румынской и кошка Камиля Сен-Санса.
На кладбище похоронены собаки-спасатели Дора (1907—1920), служившая в полицейском участке Аньера, Сигнал (фр. Top), заслуживший при жизни несколько медалей, Бабочка (фр. Papillon), которая восемь лет прослужила в XVI округе Парижа, Лев (фр. Léo), погибший при исполнении служебных обязанностей. Сразу у входа на кладбище находится статуя знаменитого сенбернара-спасателя Барри. Существует могила собаки Лулу, надпись на надгробии которой гласит «Он вернул матери ребёнка, тонувшего в 1895 году в реке Гаронне. Отважному Лулу было всего девять месяцев, и у него была сломана лапа».
Нашли свой последний приют на Кладбище собак и многие животные-актёры: звезда «Уорнер Бразерс» пёс Рин Тин Тин, собака-актёр Принц Уэльский, 406 раз выходивший на сцену парижского театра Жимназ («Gymnase») в 1905 и 1906 годах.
Кроме именитых животных, на кладбище находятся и могилы анонимных или же обычных домашних питомцев: собак, кошек, кроликов, мышей, хомяков, рыб, лошадей, львов, обезьян. Здесь есть могила газели, барана по кличке Фауст, курицы по кличке Кокотт. Здесь похоронена также лошадь основательницы «Кладбища собак» Маргариты Дюран.
На кладбище находятся могила и памятник сорокатысячному похороненному здесь животному — бродячей собаке, которая была сбита автомобилем недалеко от ворот кладбища 15 мая 1958 года.
Кладбище описано в статье М. А. Волошина «Собачье кладбище», которая является частью его очерков о столице Франции под общим названием «Лики Парижа», а также в очерке А. И. Куприна «Барри». На этом кладбище Куприн похоронил своего кота по кличке Ю-ю, к которому писатель был очень привязан, героя его рассказа «Ю-Ю». Его преемника, нового Ю-ю, Куприн привез в 1937 году из Парижа на родину.
В начале февраля 2012 года одна из собачьих могил на кладбище была вскрыта и из неё был похищен ошейник с бриллиантами, вместе с которым богатая американка похоронила свою собаку Типси и который оценивался в 9 000 евро. По данному факту было возбуждено уголовное дело по обвинению в «осквернении могил» и «воровстве».